# Les Paroches
Les Paroches ist eine französische Gemeinde mit 415 Einwohnern (Stand 1. Januar 2022) im Département Meuse in der Region Grand Est (bis 2015 Lothringen); sie gehört zum Arrondissement Commercy und zum Gemeindeverband Communauté de communes du Sammiellois. 

## Geografie
Les Paroches liegt rund 54 Kilometer südwestlich der Stadt Metz im Osten des Départements Meuse. Verkehrstechnisch ist die Gemeinde fernab von Autobahnen an der D34. Die Maas bildet teilweise die Ostgrenze der Gemeinde, die weitflächig bewaldet ist (Bois des Paroches). 

## Geschichte
Im Ersten Weltkrieg wurde die Gemeinde durch Kriegshandlungen teilweise zerstört. Der Ortsteil Refricourt wurde vollständig ausgelöscht. Les Paroches gehörte von 1793 bis 1801 zum District Saint Mihiel. Zudem von 1793 bis 1801 zum Kanton Dompcevin und seit 1801 zum Kanton Saint-Mihiel. Die Gemeinde ist seit 1801 dem Arrondissement Commercy zugeteilt. 

## Bevölkerungsentwicklung
| Jahr                       | 1962 | 1968 | 1975 | 1982 | 1990 | 1999 | 2006 | 2019 |
| Einwohner                  | 243  | 209  | 256  | 308  | 345  | 358  | 351  | 413  |
| Quellen: Cassini und INSEE |      |      |      |      |      |      |      |      |

## Sehenswürdigkeiten
- Kirche L’Assomption (Himmelfahrt) aus dem 16. Jahrhundert (1925 renoviert)
- Kapelle Notre–Dame de Refroicourt aus dem 19. Jahrhundert
- Denkmal für die Gefallenen[1]
- Wegkreuz an der Hauptstraße

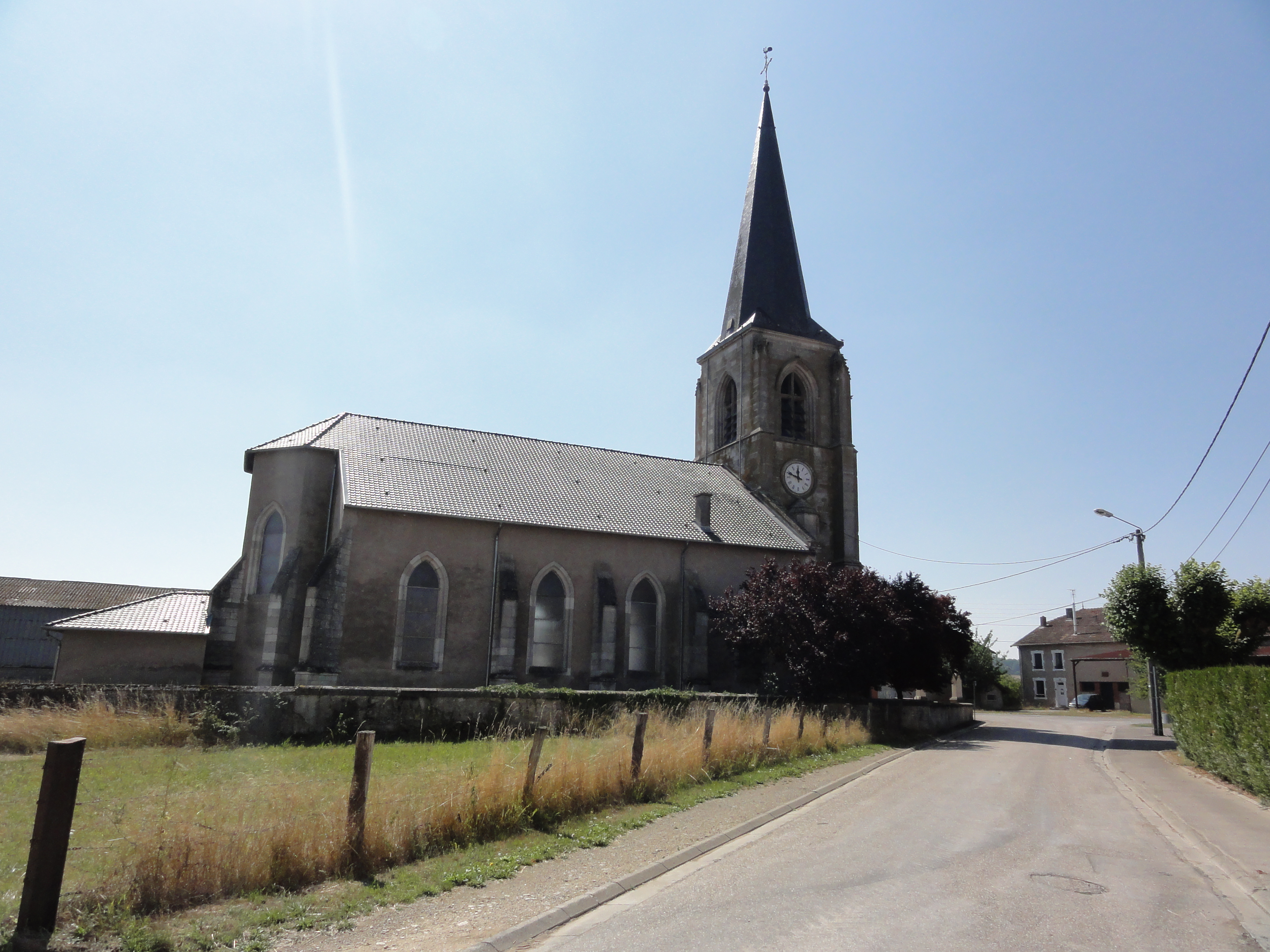
Kirche L’Assomption
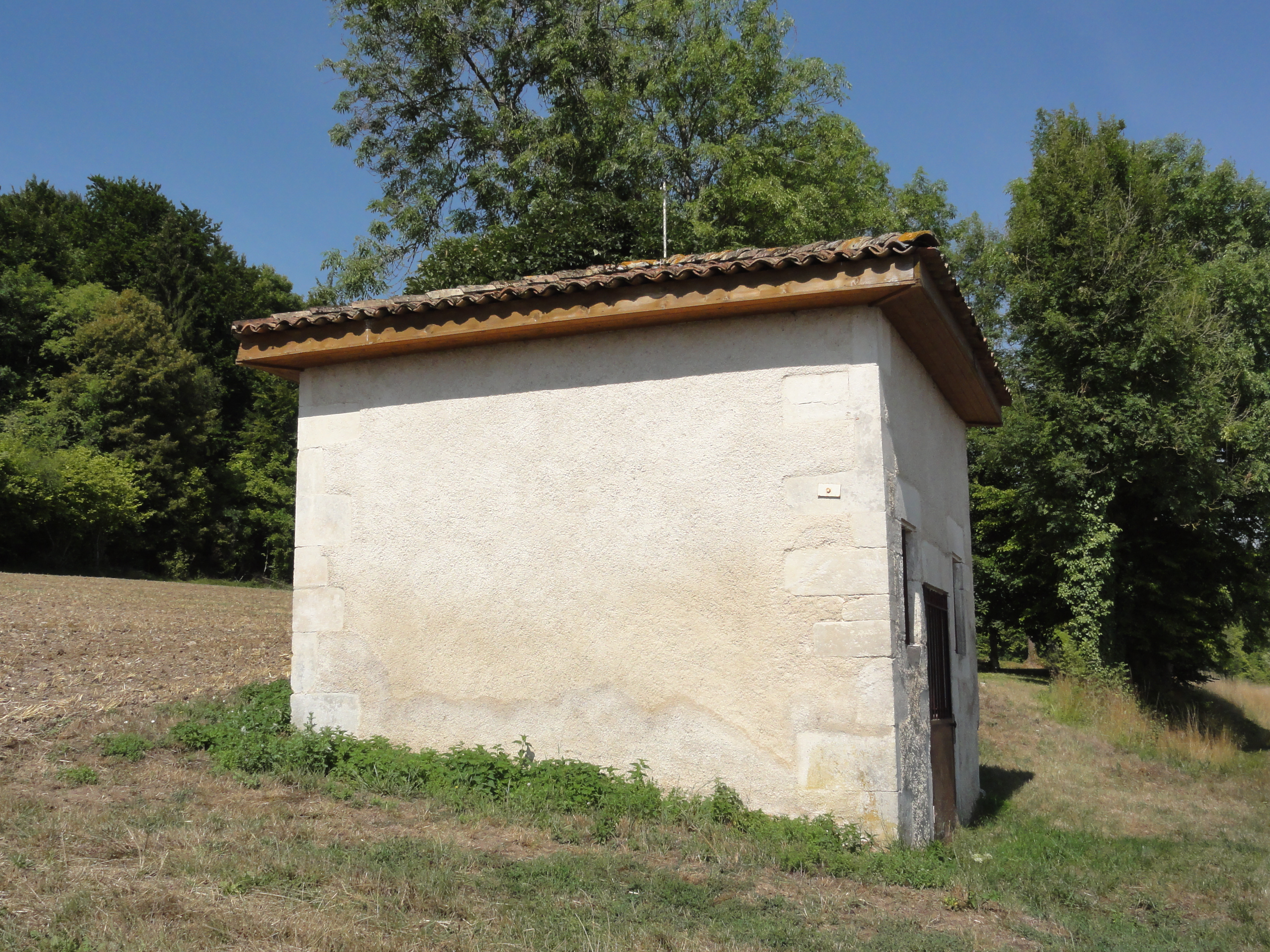
Kapelle Notre-Dame
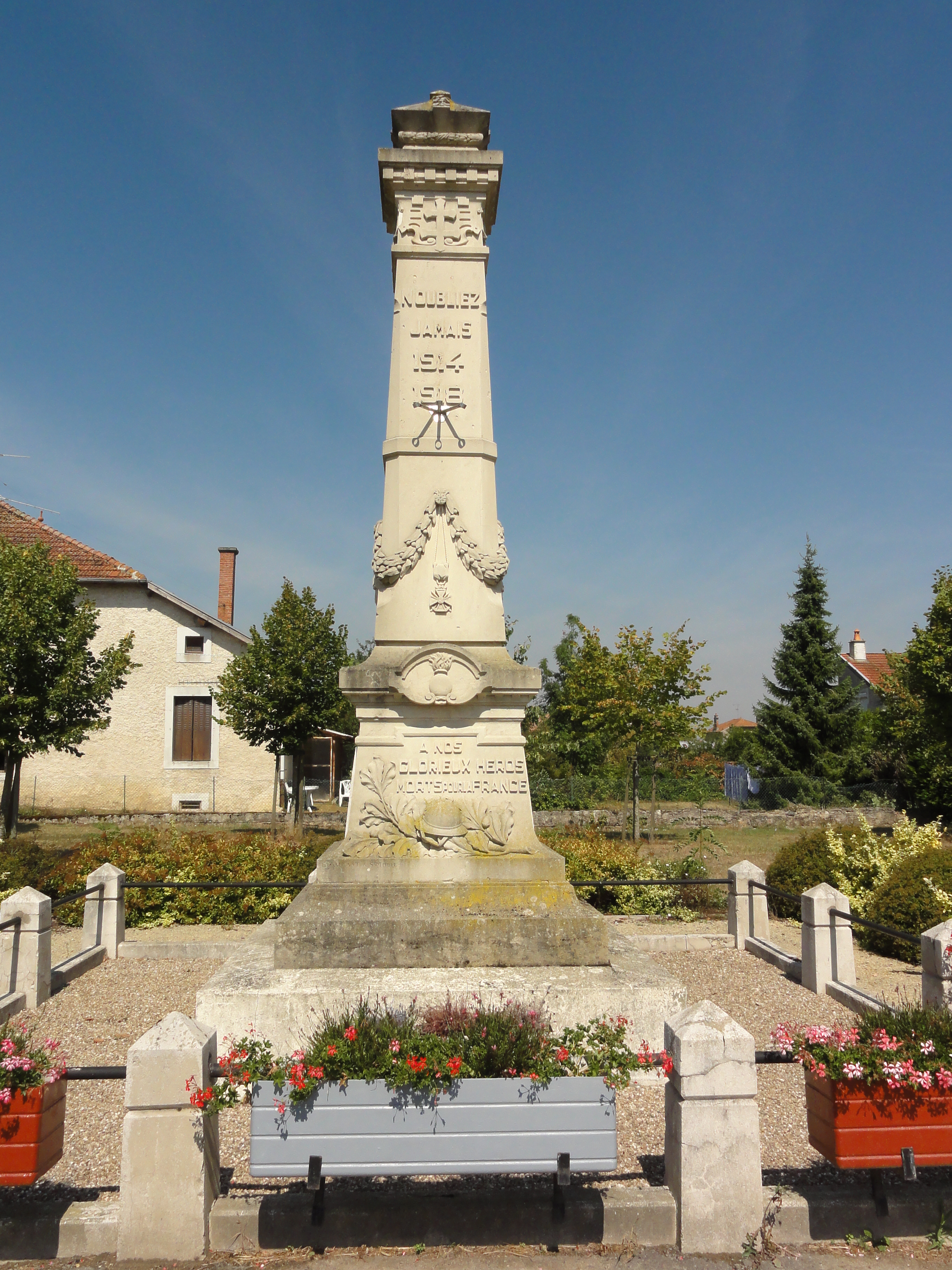
Denkmal für die Gefallenen
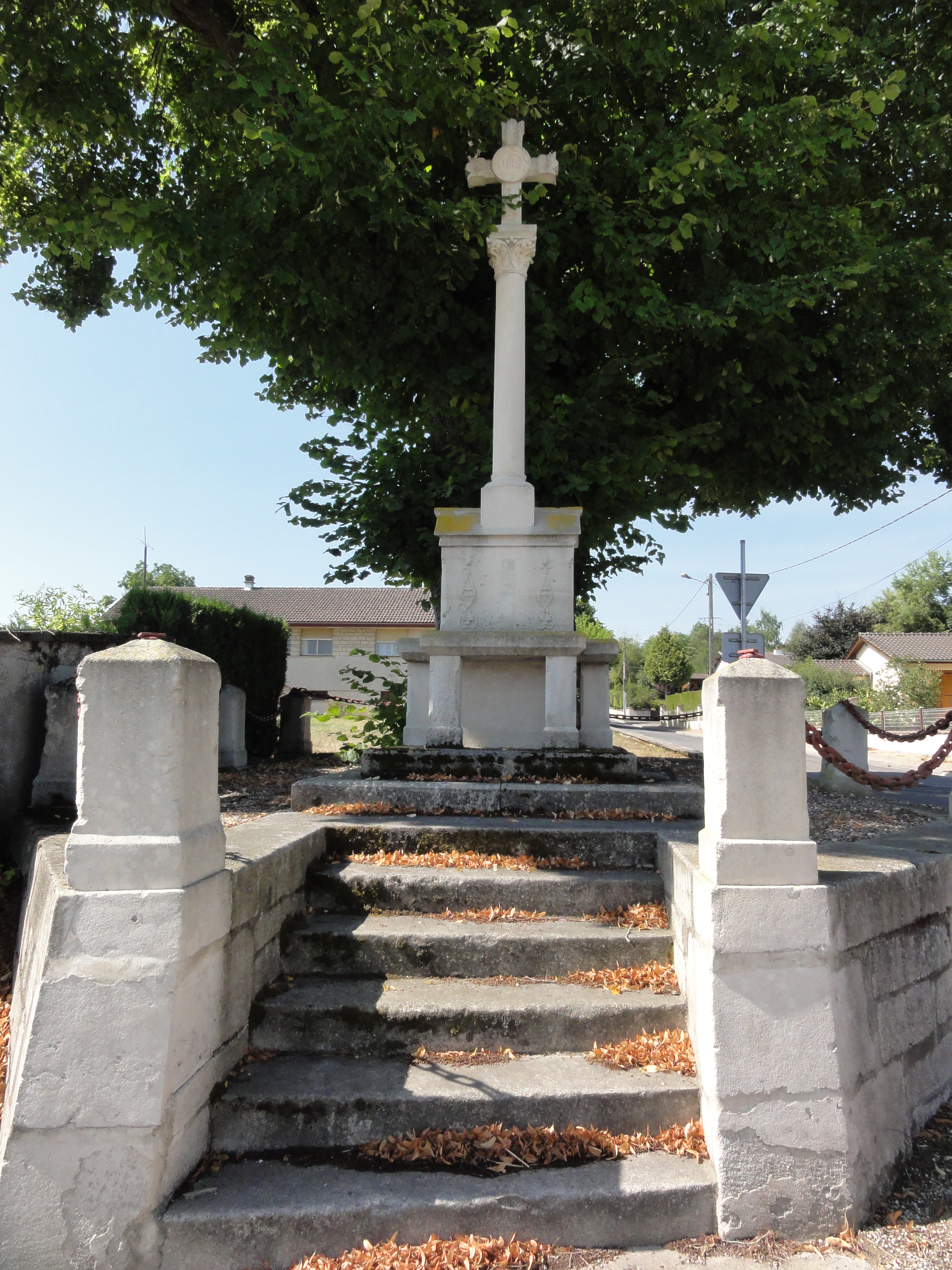
Wegkreuz